# Hemiboea bicornuta
Hemiboea bicornuta là một loài thực vật có hoa trong họ Tai voi. Loài này được (Hayata) Ohwi mô tả khoa học đầu tiên năm 1936.